# Anaa
Anaa, Nganaa-nui (o Ara-ura) és un atol de les Tuamotu, a la Polinèsia Francesa. És el cap de la comuna d'Anaa que inclou la comuna associada de Faaite. Està situat al nord-oest de l'arxipèlag en una posició relativament aïllada, a 350 km a l'est de Tahití.

## Geografia
És un atol allargat de 29,5 km de llarg i 6,5 km d'ample, amb una superfície total de 38 km². L'escull coral·lí està format per onze illots amb un terra més profund i més fèrtil que els altres atols de les Tuamotu. La llacuna és poc profunda, sense cap pas navegable a l'oceà, i formada per tres conques principals. Encara que no disposa de cap pas navegable l'aigua de la llacuna es renova per diversos canals poc profunds que es poden creuar caminant.
La vila principal és Tukuhora, o Tuuhora. La població total de l'atol era de 530 habitants al cens del 2022. La població viu principalment de la pesca, el cultiu de nacre i la producció de copra.

## Història
Anaa era conegut per la llegendària ferocitat dels seus guerrers que, al segle xvii, van dominar i saquejar el nord-oest de les Tuamotu. Antigament era conegut com a Ganaia o Ganā.
L'expedició espanyola de Pedro Fernández de Quirós va desembarcar a Conversión de San Pablo el 10 de febrer de 1606, identificada des d'aleshores com Anaa o Hao. L'albirament d'Anaa va ser registrat per l'explorador francès Louis Antoine de Bougainville el 1768. James Cook la va albirar el 1769. A causa de la seva forma l'anomenà Chain Island, l'illa de la Carena. Després, fou visitat per Domingo Bonaechea, l'1 de novembre de 1772, anomenant-la Isla de Todos los Santos. Al començament del segle xix va passar a la sobirania dels Pomare del Regne de Tahití. De fet, la família Pomare relacionava la seva genealogia amb el guerrer Tumakinomakino d'Anaa.
Al voltant de 1850 era un centre actiu del comerç de nacre i copra, amb una població màxima de 2.000 habitants. La lluita per l'evangelització entre els mormons nord-americans i els catòlics francesos fa provocar una revolta el 1852, i la intervenció de les tropes colonials franceses. Els anys 1878 i 1906 va patir les conseqüències de dos ciclons que van negar tota l'illa. Després del cicló del 1983, es va traslladar i reconstruir l'única vila, incorporant un refugi anti-ciclons amb capacitat per a tota la població.